# Subtense Valley
Das Subtense Valley (englisch für Messlattental) ist ein größtenteils unvereistes und 2,5 km langes Tal im ostantarktischen Viktorialand. Es liegt 3 km nordwestlich des Tabular Mountain am westlichen Ende der Quartermain Mountains.
Das New Zealand Geographic Board benannte es 1993 nach der Messlatte, wie auch weitere geographische Objekte in der Umgebung nach Begriffen aus dem Vermessungswesen benannt sind.